# Vahit Melih Halefoğlu

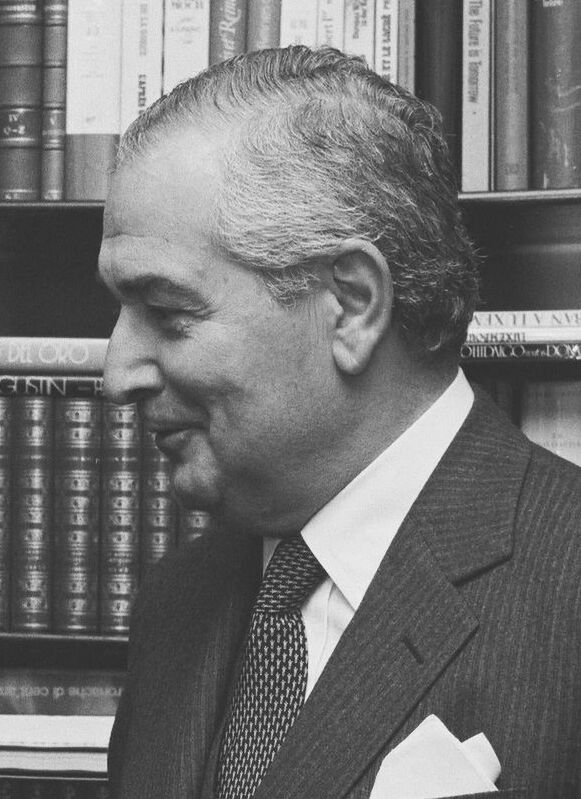
Vahit Melih Halefoğlu 1984

Vahit Melih Halefoğlu (* 19. November 1919 in Antakya; † 20. Januar 2017 in Istanbul) war ein türkischer Diplomat und Politiker. Er war türkischer Botschafter in mehreren europäischen Ländern, Abgeordneter in der türkischen Nationalversammlung und von 1983 bis 1987 Außenminister seines Landes.

## Leben
Halefoğlu studierte politische Wissenschaften an der Ankara Üniversitesi und trat 1942 in den Dienst des Außenministeriums. In der Folgezeit arbeitete er an Botschaften in Moskau und London, aber auch in Abteilungen im Außenministerium. 1959 wurde er Leiter der Abteilung für Politik im Außenministerium. 1962 wechselte er als Botschafter nach Beirut, 1964/65 arbeitete er als Botschafter in Kuwait City, 1965/66 in Moskau und von 1966 bis 1970 in Den Haag. Anschließend war er zwei Jahre in Ankara, dann bis 1982 als Botschafter in Deutschland und 1982/83 erneut in Moskau.
Nach der ersten freien Parlamentswahl nach dem Militärputsch in der Türkei 1980 machte ihn der neue Premierminister Turgut Özal 1983 zum neuen Außenminister und berief damit einen Parteilosen ohne Abgeordnetenmandat. Bei den Nachwahlen im Jahr 1986 trat Halefoğlu für die Anavatan Partisi (ANAP) an und wurde als Abgeordneter für Ankara in die Große Nationalversammlung der Türkei gewählt. Bei der Wahl im folgenden Jahr trat er nicht mehr an und schied zum 21. Dezember 1987 aus der Politik aus.
Halefoğlu starb am 20. Januar 2017 im Alter von 97 Jahren und wurde nach dem Totengebet in der Teşvikiye-Moschee auf dem Friedhof Zincirlikuyu bestattet. Halefoğlu war mit Fatma Zehra Bereket, der Tochter des ersten syrischen Präsidenten Suphi Bereket, verheiratet. Das Paar hat zwei Kinder.